# Chipotle
Chipotle er tørret, røget chili, ofte af typen jalapeño, som er meget brugt i mexikansk madlavning.
| Mad og drikke | Spire Denne artikel om mad og drikke er en spire som bør udbygges. Du er velkommen til at hjælpe Wikipedia ved at udvide den. |